# Dharmapuri
Dharmapuri est une ville située dans l'état du Tamil Nadu en Inde et située à 65 kilomètres au nord de Salem.